# Рогов, Константин Васильевич
Константин Васильевич Ро́гов (1902 — ?) — советский авиаконструктор.

## Биография
В 1920—1930 годах инженер опытного самолётостроения ЦАГИ, начальник конструкторской бригады оборудования КОСОС завода № 156. Одновременно с 1935 года преподавал в МАИ на факультете «Вооружение самолётов», читал курс по электрорадиоприборному оборудованию.
В 1937—1940 годах репрессирован, работал в КБ-100. С 1940 года там же — в качестве вольнонаёмного.
В ОКБ Мясищева — до января 1946, затем до 1952 в ОКБ Ильюшина (с 3.3.1950 зам. главного конструктора), затем снова в ОКБ Мясищева (зам. главного конструктора по оборудованию).

## Награды и премии
- Сталинская премия второй степени (1952) — за работу в области самолётостроения